# St. Peter und Paul (Großenlupnitz)

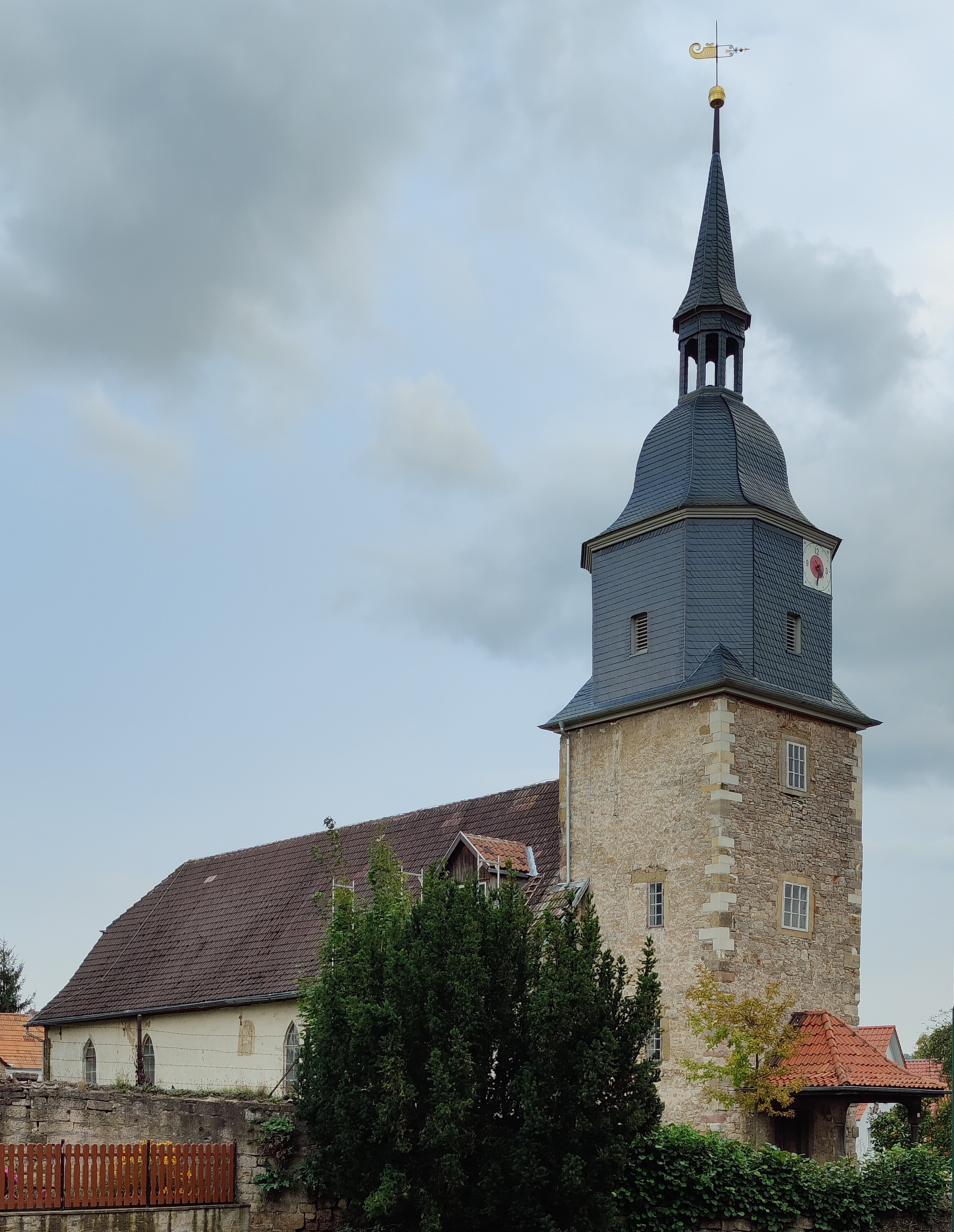
St. Peter und Paul

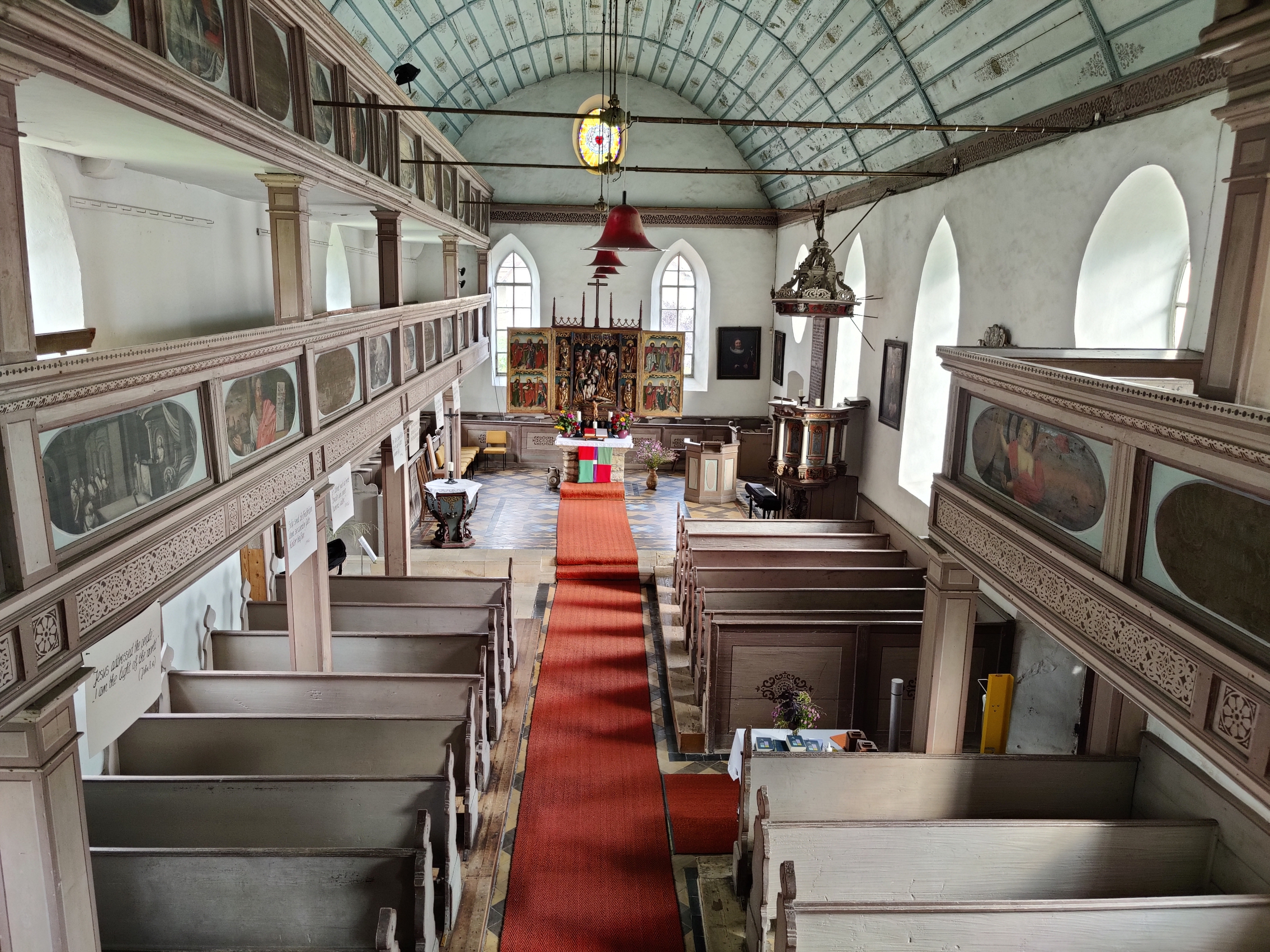
Innenraum, Blick nach Osten

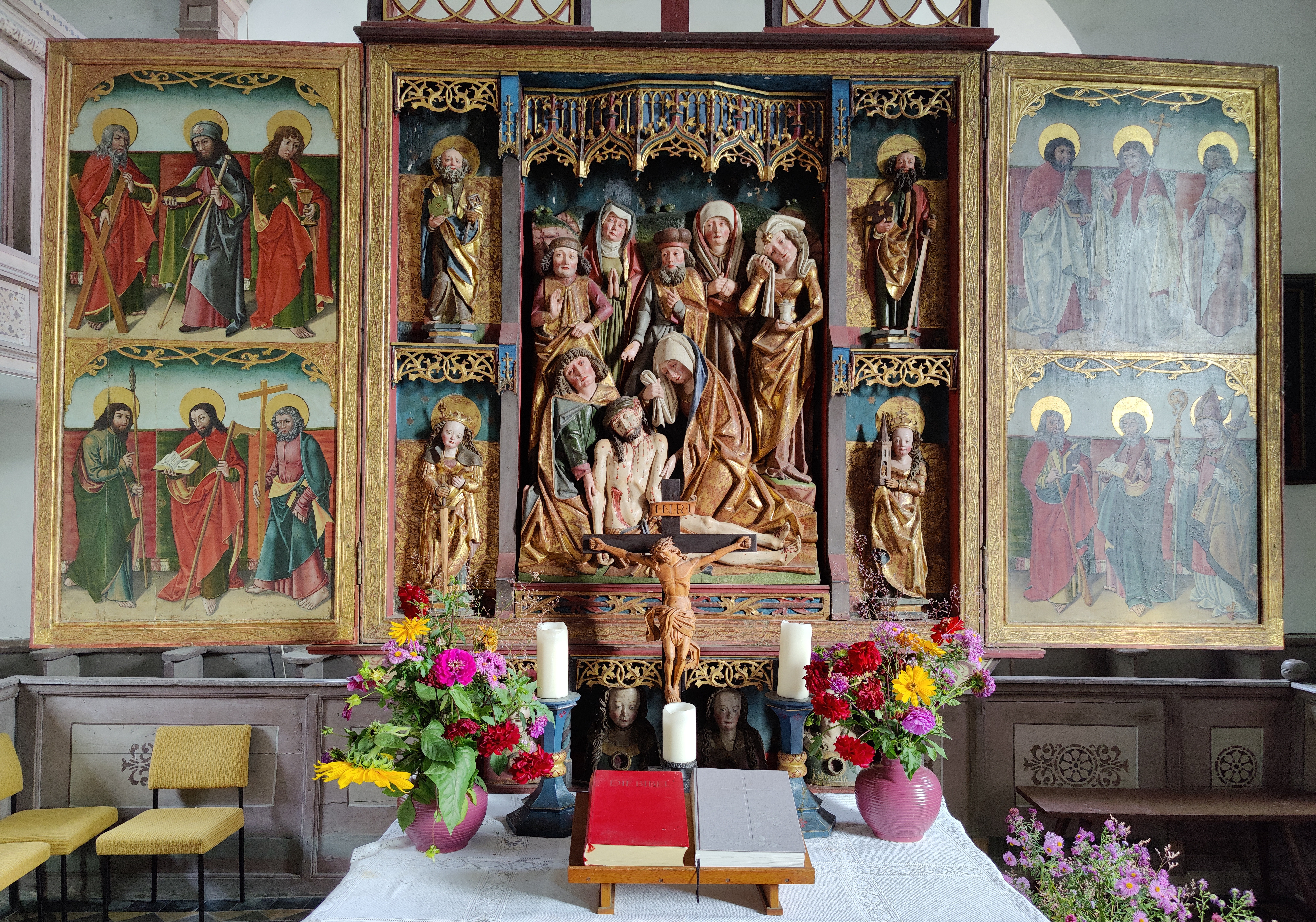
Altarretabel von 1516

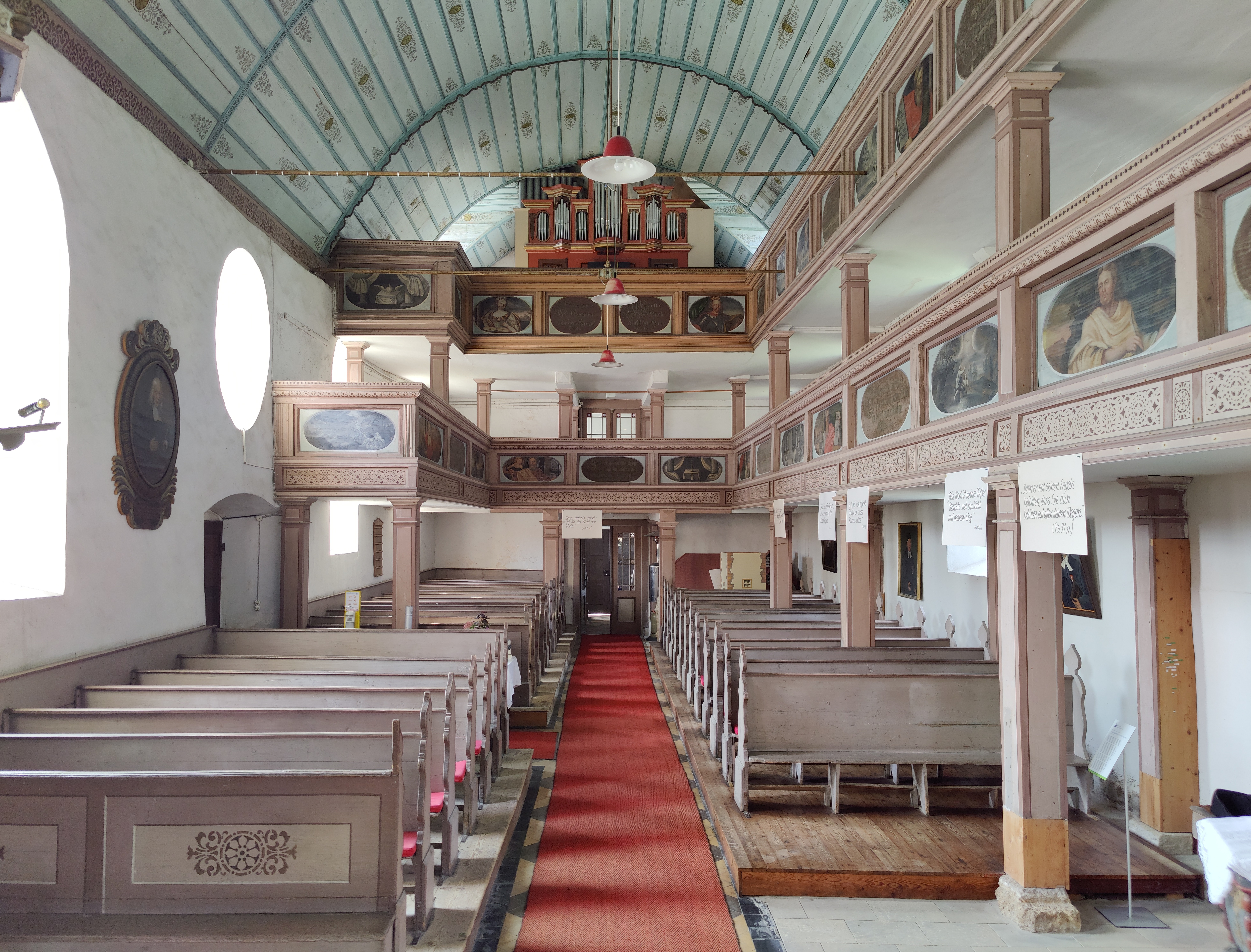
Innenraum, Blick nach Westen

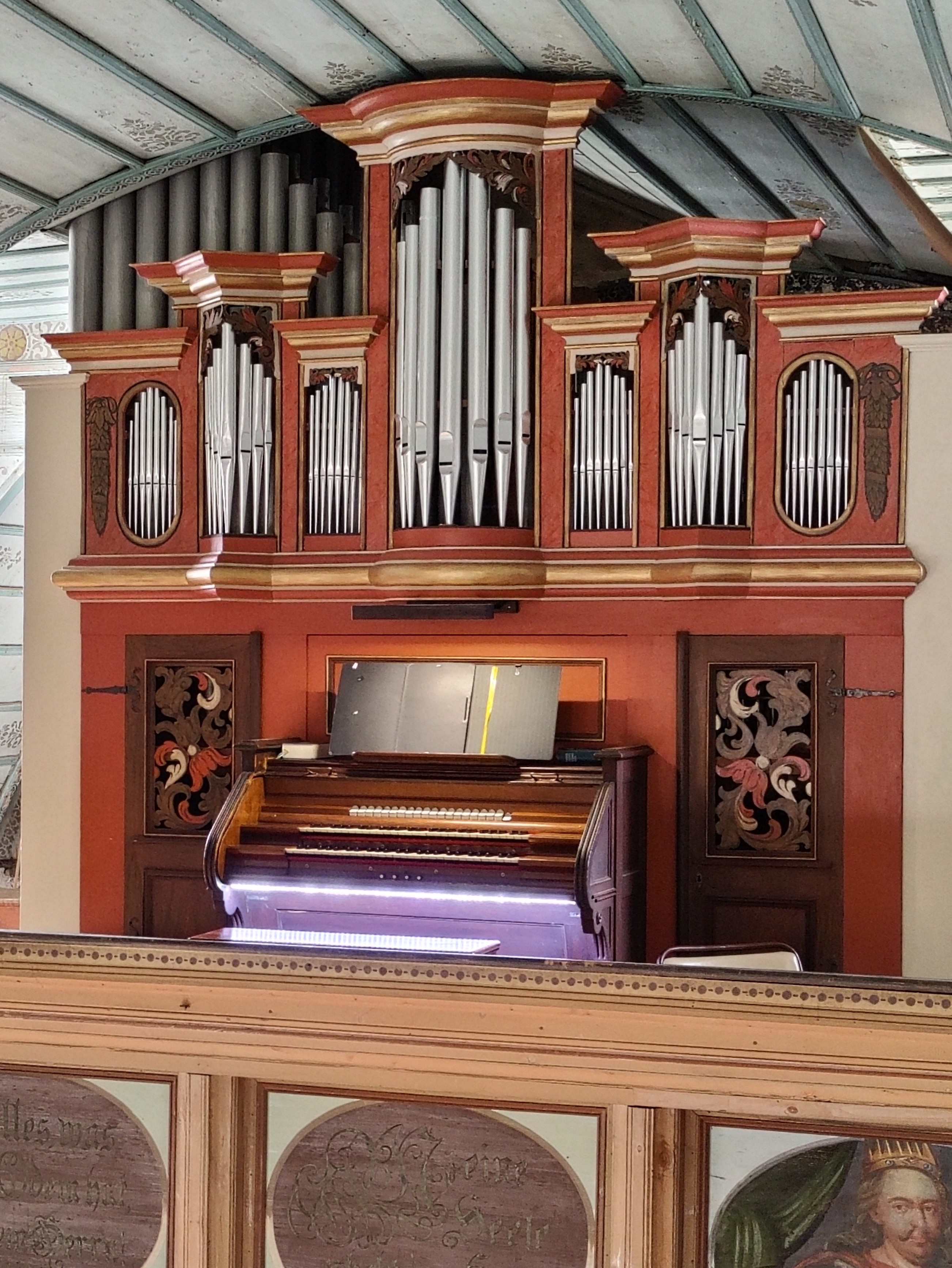
Heerwagen-Orgel

Die evangelisch-lutherische Pfarrkirche St. Peter und Paul steht in der Eichelgasse 29 von Großenlupnitz, einem Ortsteil der thüringischen Gemeinde Hörselberg-Hainich im Wartburgkreis. Die Kirchengemeinde Großenlupnitz gehört zur Pfarrei Melborn II im Kirchenkreis Eisenach-Gerstungen der Evangelischen Kirche in Mitteldeutschland.

## Geschichte
Die erste urkundliche Erwähnung des Dorfes erfolgte 779. Bis zur Reformation gab es im Ort eine Fuldaer Kapelle, die dem Apostel Bonifatius und eine Hersfelder Kirche, die den Aposteln Petrus und Paulus geweiht war. 1528 wurden beide Pfarreien zusammengelegt. Die Bonifatiuskapelle verfiel allmählich, sie ist nicht mehr erhalten. Die nicht genauer datierbare, im Kern wohl mittelalterliche Peter-und-Pauls-Kirche wurde unter Einbezug älteren Mauerwerks 1668 und 1712–16 vergrößert und im barocken Baustil erneuert. 1713 wurde der Kirchturm im Osten abgebrochen und im Westen ein neuer Turm errichtet. 1983/84 wurde die Kirche renoviert.

## Beschreibung
Die Saalkirche hat im Osten einen geraden Abschluss und im Westen den Kirchturm. In der Umbauzeit von 1712 bis 1716 wurden im langgezogenen, rechteckigen Saal zweigeschossige Emporen an der Nord-, West- und teilweise an der Südseite errichtet. Auf ihren Brüstungen sind Bilder von den Propheten, den Evangelisten und anderen biblischen Gestalten und Szenen sowie Sprüche gemalt. Das hölzerne Tonnengewölbe erhielt um 1900 eine Schablonenmalerei. Das dreiteilige Altarretabel von 1516 hat im Schrein ein Relief mit der Darstellung der Beweinung Christi, flankiert von je zwei übereinander angeordneten Heiligenfiguren, links Petrus, darunter Katharina, rechts Paulus, darunter Barbara. Auf den Innenseiten der Flügel sind die elf Apostel und Bonifatius, auf den Außenseiten Szenen aus der Passionsgeschichte gemalt. In der Predella sind vier rekonstruierte Büsten weiblicher Heiliger.
Das Relief mit der Beweinung Christi wird dem Meister des Deubacher Altars zugeschrieben, die Heiligenfiguren und die Reliquienbüsten dem Meister vom Reliefs des von der Familie Purgold gestifteten Altars. Das Mittelrelief des Purgold-Retabels befindet sich im Thüringer Museum (Eisenach), die Flügel in den Kunstsammlungen Weimar.
Die hölzerne Kanzel befindet sich an der Südseite, am achteckigen Schalldeckel mit der Figur des Auferstandenen ist die Jahreszahl 1668. Nachträglich wurde unter die Kanzel ein Pfeiler mit einer Herme gestellt, die eine Halbfigur eines bärtigen Mannes mit Buch zeigt. Die Kartusche am Pfeilerschaft weist auf Entstehung um die Mitte des 18. Jahrhunderts hin. Ein hölzernes, der Kanzel ähnlich ornamentiertes Taufbecken stammt aus der gleichen Entstehungszeit.
Das Fragment eines Kreuzsteins ist bündig an der Nordseite des Kirchenschiffs eingemauert. In der nördlichen Außenwand des Kirchenschiffes befinden sich einige vermauerte Fenster sowie eine Türöffnung, die nur zum Teil verputzt wurden. Von der einstigen romanischen Bausubstanz ist im Oberteil des Kreuzsteines ein Krückenkreuz eingehauen.
Drei Glocken aus Stahl wurden 1920 und 1948 gegossen.

## Orgel
Die Orgel mit 16 Registern, verteilt auf zwei Manuale und Pedal, wurde 1907/1908 von Emil Heerwagen mit pneumatischen Kegelladen gebaut. Eine Sanierung nach einem Wasserschaden erfolgte 2021 durch Hoffmann & Schindler.
| I Manual C–f3 |        |
| Bordun        | 16′    |
| Principal     | 8′     |
| Flöte         | 8′     |
| Gamba         | 8′     |
| Octave        | 4′     |
| Quinte        | 2 ⁄3′  |
| Octave        | 2′     |
| Terz          | 1 3⁄5′ |
| Mixtur II     | 1 ⁄3′  |

| II Manual C–f3   |    |
| Gemshorn         | 8′ |
| Aeoline          | 8′ |
| Vox coelestis    | 8′ |
| Lieblich Gedackt | 8′ |
| Flauto dolce     | 4′ |

| Pedal C–d1 |     |
| Subbass    | 16′ |
| Oktavbass  | 8′  |

- Koppeln: II/I, I/P, II/P